# Encore

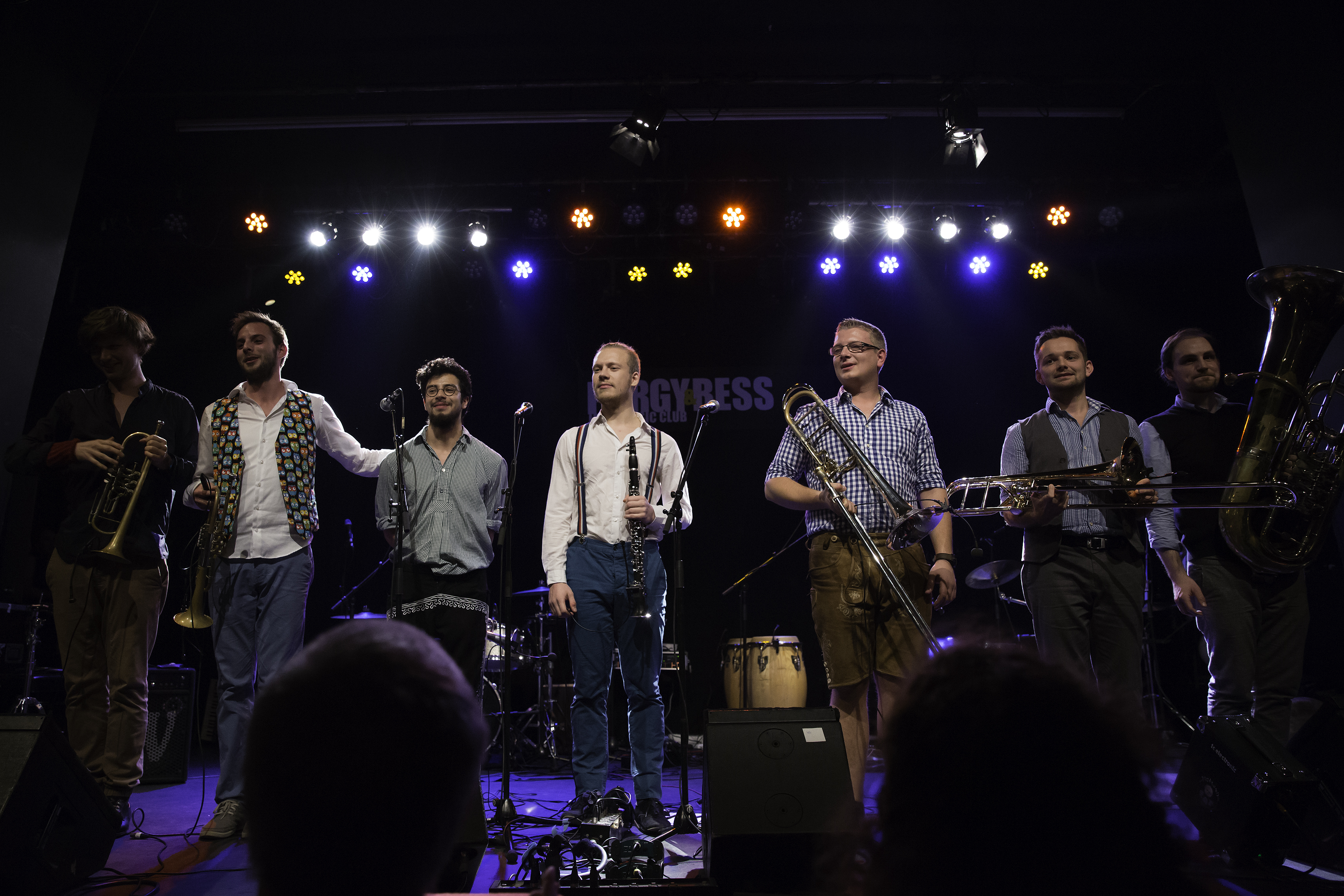
Một encore tại Lễ trao giải Âm nhạc Thế giới Áo

Encore là một màn trình diễn bổ sung do nghệ sĩ thực hiện khi kết thúc một chương trình hoặc buổi hòa nhạc, thường là để đáp lại những tràng vỗ tay kéo dài từ khán giả. Nó được coi là kiểu vỗ tay ca ngợi nhất dành cho nghệ sĩ. Nhiều encore không phải là hiếm và bắt nguồn tự phát khi khán giả tiếp tục vỗ tay và yêu cầu các nghệ sĩ tiếp tục biểu diễn sau khi họ rời sân khấu. Tuy nhiên ở thời hiện đại, chúng hiếm khi mang tính tự phát và thường là một phần được lên kế hoạch từ trước của chương trình.